# يوسف الجلاهمة
يوسف الجلاهمة، رجل أعمال كويتي. وهو مدير قناة الراي الكويتية منذ 2007 ، وهي أول قناة كويتية خاصة.

## المسيرة المهنية
حصل على درجة بكالوريوس في الجغرافيا من كلية الآداب جامعة الكويت في سنة 1981، ثم التحق بوزارة الاتصالات وعمل فيها عشرين سنة، وبين سنوات 1989 و1998 شغل منصب مدير النشر العام.